# Annika Weigel-Strebel

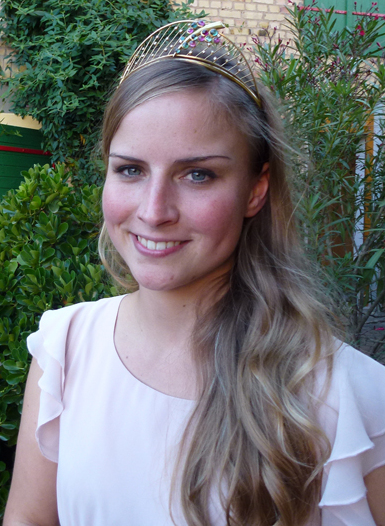
Die Deutsche Weinkönigin Annika Strebel einen Tag nach ihrer Wahl

Annika Weigel-Strebel (* 3. Dezember 1987 in Worms) aus dem Weinanbaugebiet Rheinhessen wurde am 30. September 2011 unter ihrem damaligen Namen Annika Strebel in Neustadt an der Weinstraße als Nachfolgerin von Mandy Großgarten aus dem Weinanbaugebiet Ahr zur 63. Deutschen Weinkönigin gewählt. Als Weinprinzessinnen standen ihr während ihrer zwölfmonatigen Amtszeit Elisabeth Born (Saale-Unstrut) und Ramona Sturm (Mosel) zur Seite.

## Familie
Vater Reimund Strebel ist Weinbautechniker im eigenen Weingut in Wintersheim und Mutter Ingrid Hauswirtschaftsleiterin.

## Ausbildung
Annika Strebel besuchte zunächst die Nikolaus Krämer Grundschule (1994–1998) und das Gymnasium St. Katharinen in Oppenheim (1998–2005). Danach absolvierte sie bis 2008 eine Ausbildung zur Winzerin im DLR Rheinhessen-Nahe-Hunsrück in Oppenheim. Sie arbeitete in einigen bekannten Weinbaubetrieben wie dem Weingut Schales in Flörsheim-Dalsheim, im Weingut Rappenhof in Alsheim und im Weingut Rebholz in Siebeldingen (Pfalz). In den Jahren 2008 und 2009 besuchte sie die Berufsoberschule Bad Kreuznach. Danach begann sie ein Studium für Weinbau und Oenologie an der Hochschule RheinMain, Fachbereich Geisenheim (heute →Hochschule Geisenheim), wo sie auch Philipp Weigel kennenlernte, den sie 2016 heiratete.

## Zeit als Weinkönigin
Von September 2010 bis September 2011 war sie Gebietsweinkönigin in Rheinhessen, bevor sie sich zur Wahl der deutschen Weinkönigin stellen konnte.